# Doomed
Doomed (engl. ‚todgeweiht‘) ist ein 2011 gegründetes deutsches Doom-Metal-Projekt von Pierre Laube aus Zwickau.

## Geschichte
2011 von Kopf und Sänger Pierre Laube anfangs als Ein-Mann-Projekt gegründet, ordnet sich Doomed musikalisch in den Genres Death Metal und Doom Metal ein, hat aber auch einige progressive Züge. Ende 2012 heuerte Laube Gastmusiker an, mit welchen er Doomed seither auch live umsetzt. 2017 öffnete er das Projekt, so dass nun auf Alben auch die Einflüsse der aktiven Live-Musiker zum Tragen kommen. Optisch markantes Merkmal der Band ist die Verwendung von Silhouetten-Motiven und teils handgemachten Scherenschnitten auf stets demselben, grünen Hintergrund, was im Gesamtkonzept als wiederkehrendes Element aller Artworks verankert ist.
Im März 2012 veröffentlichten Doomed das erste Album The Ancient Path, welches im Underground großen Anklang fand. Nach nur sechs weiteren Monaten stellte Laube bereits das zweite Album In My Own Abyss fertig. Im August 2012 wurde beim russischen Independent-Label Solitude Productions ein Plattenvertrag unterschrieben und das Album dann im Dezember desselben Jahres veröffentlicht. Im Januar 2013 gab es eine limitierte, remasterte Neuveröffentlichung des Albums The Ancient Path in einem Digipak mit neuem Artwork.
Das erste Konzert fand auf den Dutch Doom Days XII 2013 im Baroeg in Rotterdam statt.
Gastmusiker auf Alben:
„The Ancient Path“ (2012): Sebastian Grimo Grihm (Cytotoxin) und Anny Insanity Bauermeister; In My Own Abyss (2012): Yves Laube - Solostimme der Adaption des russischen Volksliedes Ах ты, степь широкая; Our Ruin Silhouettes (2014): Pim Blankenstein und Andreas Deathmonger Kaufmann; „Wrath Monolith“ (2015): Ed Warby (The 11th Hour, Hail of Bullets, The Gentle Storm), Johan Ericson (Doom:VS), Stanislav Govorukha (Suffer Yourself), Andreas Kaufmann (Hatespawn), Anny Bauermeister, Yves Laube (Doomed Live Crew), „Anna“ (2016): Ed Warby (The 11th Hour, Hail of Bullets), Markus Hartung (Panzerkreuzer), Kris Clayton (Camel Of Doom), Uwe Reinholz (Oak Ridge), Daniela Laube, „6 Anti-Odes To Life“ (2018): William Nijhof (Faal), Andreas Kaufmann (Hatespawn), Uwe Reinholz (Oak Ridge)

## Stil
Doomed spielt Doom Metal mit Einflüssen von Old-School-Death-Metal. Es werden Einflüsse von Bands wie My Dying Bride, Paradise Lost oder Bolt Thrower genannt. Der Stil befindet sich aber auch im Einflussgebiet des Funeral Doom und Post-Metal.

## Diskografie
- 2012: The Ancient Path (Eigenproduktion- und veröffentlichung)
- 2012: In My Own Abyss (Album, Solitude Productions)
- 2013: The Ancient Path (Album, Re-Release Limited Pack Sun Eater Digi Pack Edition, Deathcult Productions)
- 2014: Our Ruin Silhouettes (Album, Solitude Productions)
- 2015: Wrath Monolith (Album, Solitude Productions)
- 2016: Anna (Album, Solitude Productions)
- 2018: 6 Anti-Odes To Life (Album, Solitude Productions)